# Liste des évêques d'Aléria
Sont listés ici les évêques du diocèse d'Aléria en Corse, France. Le diocèse est fondé au VIe siècle. Il est supprimé en 1801 et fusionné avec le diocèse d'Ajaccio. Il est restauré comme siège titulaire en 2002.

## Évêques siégant à Aléria
- 590 : Séverin
- 591 : Martin
- 596-598 : Pierre
- 610 : Hiéronyme Ier
- 639 : Gugliemo Ier
- 646 : Bonosus
- 660 : Ugolino
- 674 : Angelo
- 687 : Paul
- 708 : Timoteo (évêque d'Ajaccio ou d'Aléria)
- 736 : Élie
- 743 : Marc
- 797 : Maxime d'Albano
- 813 : Petronius
- 853 : Raimond Ier
- 893 : Henri
- 912 : Alessio
- 981 : Ambrose
- 1093-1098 : Landolf Ier
- 1122 : Hiéronyme II
- 1139 : Marco de Volaterres
- 1172 : Blaise Ier
- 1179 : Flavius
- 1190 : Antoine
- 1217 : Clément
- 1228 : Nicolas
- 1239 : Lombardo Cuneo
- 1249 : Orlandu Cortincu (della Petrallarretta)
- 1257 : Landolf II
- 1258 : Lombard
- 1270 : Nivolao Fortiguerra
- 1274 : Bartolomeo de Benevento
- 1289 : Orlandu Cortincu
- 1300 : Salvin Ier
- 1309 : Guglielmo II
- 1322-1330 : Gerardo (Gérard) Orlandini
- 1330-1342 : Calcagno (Galgan) Bocca di Bue
- 1342-1345 : Guglielmo (Guillaume) Arcumbaldi
- 1345 : Arnald
- 1354 : Raimond II
- 1360-1362 : Johannes
- 1362 : Blaise II
- 1366-1405 : Salvin II
- 1406-1410 : Bartolomé
- 1411 : Ottobrino Lomellino
- 1412-1440 : Léon
- 1440-1464 : Ambrughju d’Omessa
- 1469-1475 : Giovanni Andrea Bussi
- 1475-1493 : Ardicino della Porta
- 1493-1512 : Girolamo Pallavicini
- 1518-1520 : Innocenzo Cybo, cardinal, camerlingue de la Sainte Église romaine, petit-fils du pape Innocent VIII, neveu de Léon X, cousin de Clément VII
- 1520 : Francesco Pallavicini
- 1551 : Pietro Francesco Pallavicini, † 1570

## Évêques siégeant à Cervione
- 1570-1591 : Alexandre Sauli
- 1591-1608 : Ottavio Belmosto, † 1618
- 1609 : Domenico Rivarola
- 1610-1611 : Giovanni Scali
- 1611-1612 : Giovanni Francesco Murta (ou de Mirto)
- 1612-1642 : Dezio Giustiniani
- 1643 : Ottaviano Raggi
- 1643-1645 : Agostino Donghi
- 1645-1674 : Giovanni Battista Imperiali
- 1674-1704 : Mario Emmanuelle Durazzo (aussi évêque de  Mariana-Accia)
- 1704-1712 : Raffaele Raggi
- 1712-1715 : Carlo Maria Giuseppe Fornari
- 1715-1720 : Agostino Saluzzo, † 1747
- 1720-1741 : Camillo de Mari
- 1741-1750 : Girolamo Curlo
- 1750-1769 : Matteu d'Angelis
- 1770-1798 : Jean Joseph Marie de Guernes

## Évêques titulaires d'Aléria
- Depuis 2002 : Guido Fiandino (de), évêque auxiliaire de Turin